# Voznessenski (Irkutsk)
|  | Per a altres significats, vegeu «Voznessenski». |

Voznessenski (en rus: Вознесенский) és un poble (possiólok) de l'óblast d'Irkutsk, a Rússia, que el 2010 tenia 650 habitants.